# Galați (distrito)
Pronunciação
Galaţi é um judeţ (distrito) da Romênia, na região da Moldávia. Sua capital é a cidade de Galaţi.

## História
Historicamente Galaţi é parte da Moldávia. Em 1858, foi representada por Alexandre João Cuza no ad hoc Divan em Iaşi, na sequência da Guerra da Criméia. Até 1938, a parte oriental de Galaţi constituia o judeţ de Covurlui (em romeno Judeţul Covurlui). De 1938 a 1945, Galaţi era parte do Ţinutul Dunării (mega condado Dunării).

## Geografia
Galaţi está localizada em uma baixa planície, entre o rio Prut, no leste, e o rio Siret no oeste e sudoeste. Estes dois fluem para o Danúbio, que forma a divisa com o judeţ Tulcea, no Sudeste.

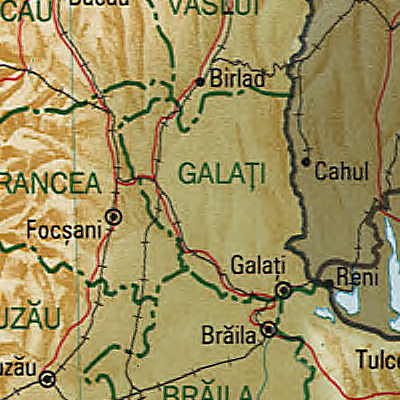
Mapa de Galaţi

### Limites
- República da Moldávia a leste;
- Vrancea a oeste;
- Vaslui ao norte;
- Brăila e Tulcea ao sul.

## Demografia
Em 2002, possuia uma população de 619.556 habitantes com uma densidade demográfica de 139 hab/km².

### Grupos étnicos
- Romenos: 98%
- Russos, ucranianos e ciganos.

### Evolução da população
| \| ano \| população[1] \| \| ---- \| ------------ \| \| 1930 \| 324.504 \| \| 1948 \| 341.797 \| \| 1956 \| 396.138 \| \| 1966 \| 474.279 \| \| 1977 \| 581.561 \| \| 1992 \| 641.011 \| \| 2002 \| 619.556 \| |           |
| ano | população |
| 1930 | 324.504   |
| 1948 | 341.797   |
| 1956 | 396.138   |
| 1966 | 474.279   |
| 1977 | 581.561   |
| 1992 | 641.011   |
| 2002 | 619.556   |

## Economia
Devido ao relevo, a maioria da população das zonas rurais trabalham na agricultura. A pesca é outra ocupação rentável ao longo do Danúbio e do rio Siret. Galaţi é o segundo porto da Roménia após Constanţa, seu canal navegável no Danúbio permite a passagem de grandes embarcações. Galaţi possui o maior complexo metalúrgico da Roménia - o complexo Mittal-Sidex. Além disso, o segundo maior estaleiro do país está em Galaţi, possibilitando a construção de navios de até 55.000 tdw.
As indústrias predominantes de Galaţi são:
- Indústria metalúrgica;
- Indústria alimentícia;
- Indústria têxtil;
- Indústria naval.

## Turismo

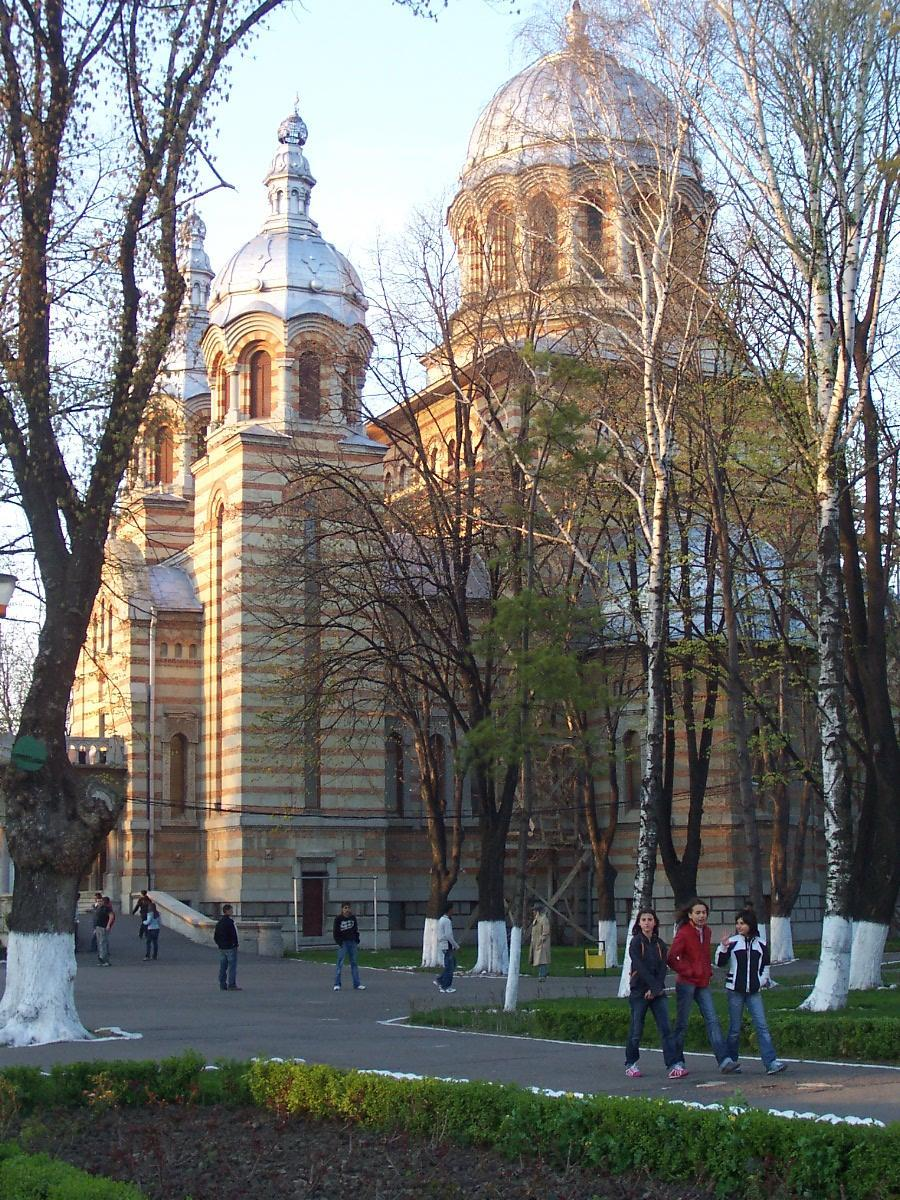
Catedral de Tecuci

Os principais destinos turísticos são:
- a cidade de Galaţi;
- o lago Brateş;
- a cidade de Tecuci.

## Divisões administrativas
Galaţi possui 2 municípios, 2 cidades e 60 comunas.

### Municípios
- Galaţi
- Tecuci

### Cidades
- Târgu Bujor
- Bereşti

### Comunas
| - Bălăbăneşti - Bălăşeşti - Băleni - Băneasa - Barcea - Bereşti-Meria - Brăhăşeşti - Braniştea - Buciumeni - Cavadineşti - Cerţeşti - Corni - Corod - Cosmeşti | - Costache Negri - Cuca - Cudalbi - Cuza Vodă - Drăgăneşti - Drăguşeni - Fârţăneşti - Folteşti - Frumuşiţa - Fundeni - Ghidigeni - Gohor - Griviţa - Independenţa | - Iveşti - Jorăşti - Lieşti - Măstăcani - Matca - Movileni - Munteni - Nămoloasa - Negrileşti - Nicoreşti - Oancea - Pechea - Piscu - Poiana | - Priponeşti - Rădeşti - Rediu - Scânteieşti - Schela - Şendreni - Slobozia Conachi - Smârdan - Smulţi - Suceveni - Ţepu - Tudor Vladimirescu - Tuluceşti - Umbrăreşti | - Valea Mărului - Vânători - Vârlezi - Vlădeşti |